# Beauvoir (Yonne)
Beauvoir település Franciaországban, Yonne megyében. Lakosainak száma 394 fő (2022. január 1.). Beauvoir Égleny, Parly, Lindry, Merry-la-Vallée és Pourrain községekkel határos.

## Népesség
A település népességének változása:
| Lakosok száma | 363  | 386  | 398  | 392  | 393  | 394  | 395  | 393  | 394  |
|               | 2013 | 2015 | 2016 | 2017 | 2018 | 2019 | 2020 | 2021 | 2022 |